# Хмељовец
Хмељовец (слч. Chmeľovec) насељено је мјесто са административним статусом сеоске општине (слч. obec) у округу Прешов, у Прешовском крају, Словачка Република.

## Становништво
| Година:    | 1994. | 2004.   | 2014.   | 2024.   |
| ---------- | ----- | ------- | ------- | ------- |
| Број људи: | 402   | 436     | 442     | 466     |
| Разлика:   |       | +8,45 % | +1,37 % | +5,42 % |

| Година:    | 2023. | 2024.   |
| ---------- | ----- | ------- |
| Број људи: | 451   | 466     |
| Разлика:   |       | +3,32 % |

Према подацима о броју становника из 2024. године насеље је имало 466 становника.